# Зелинген (Доња Саксонија)
Зелинген (њем. Söllingen) град је у њемачкој савезној држави Доња Саксонија. Једно је од 26 општинских средишта округа Хелмштет. Према процјени из 2010. у граду је живјело 663 становника. Посједује регионалну шифру (AGS) 3154020.

## Географски и демографски подаци
Зелинген се налази у савезној држави Доња Саксонија у округу Хелмштет. Град се налази на надморској висини од 104 метра. Површина општине износи 11,6 km². У самом граду је, према процјени из 2010. године, живјело 663 становника. Просјечна густина становништва износи 57 становника/km².